# 庫爾卡約克山 (瓦羅奇里省)
11°51′5″S 76°6′49″W / 11.85139°S 76.11361°W
庫爾卡約克山（Qullqayuq），是秘魯的山峰，位於該國中南部利馬大區的瓦羅奇里省，處於胡里山以南、卡爾瓦丘科山西北面，屬於安第斯山脈的一部分，海拔高度5,100米。